# Saint-Martin-d'Aubigny
Saint-Martin-d'Aubigny è un comune francese di 547 abitanti situato nel dipartimento della Manica nella regione della Normandia.
Fa parte del cantone di Périers nella circoscrizione (arrondissement) di Coutances.

## Società

### Evoluzione demografica
Abitanti censiti